# Scrooge (film 1913)
Scrooge è un film muto del 1913 diretto da Leedham Bantock.
È uno dei numerosi adattamenti cinematografici del romanzo Canto di Natale di Charles Dickens, il primo ad avvicinarsi alla struttura di lungometraggio.
Il protagonista Seymour Hicks aveva interpretato il personaggio di Ebenezer Scrooge numerose volte in teatro sin dal 1901. Lo riprenderà ancora una volta nel film sonoro Scrooge (1935).
Il film è basato sul fortunato adattamento teatrale di J.C. Buckstone, il quale fu anche invitato com interprete della pellicola. Nonostante la carismatica presenza di Seymour Hicks, proprio l'eccessiva fedeltà al modello teatrale limitò le potenzialità espressive del film che risultò nel complesso troppo statico per reggere i tempi di un quasi-lungometraggio e catturare l'attenzione degli spettatori.

## Trama
L'avaro e gretto Ebenezer Scrooge, alla vigilia di Natale, non vuole fare la carità né è intenerito dalla visita di un nipote. Tornato a casa, Scrooge vede il fantasma del suo ex socio che lo mette in guardia. La notte, verrà poi visitato da tre spiriti: lo spirito del Natale passato, lo spirito del Natale presente e lo spirito del futuro che lo attende se non cambia atteggiamento verso gli altri.

## Produzione
Il film fu prodotto nel Regno Unito da Zenith Film Company.

## Distribuzione
Il film uscì nelle sale cinematografiche britanniche nel settembre 1913, distribuito dalla Zenith Film Company, e l'anno successivo negli Stati Uniti, per iniziativa di Worlds Leader Features. Nel 1926 il film fu ridistribuito negli Stati Uniti da Pathé Exchange, Incorporated, con il titolo Old Scrooge.
Il film è oggi disponibile anche in DVD.